# Batalla de Chocim (1673)
La batalla de Chocim se enmarca dentro de la guerra polaco-turca (1672-1676) y enfrentó el 11 de noviembre de 1673 a un ejército de la Mancomunidad Polaco-Lituana al mando de Juan Sobieski, que contaba con algo menos de treinta mil hombres, con otro ejército otomano de treinta y cinco mil soldados a las órdenes de Hussein Pachá. La batalla terminó con la victoria polaca.

## Precedentes
En el siglo XVII, el poder otomano parece restaurado en su máximo esplendor gracias a tres fuertes visires de la familia Köprülü. Estos visires fueron capaces de fortalecer el poder central y el ejército. En 1656, con la ascensión a gran visir Mehmed Köprülü, el tambaleante imperio recobró su vigor y terminó con las revueltas de cipayos y jenízaros, doblegando a los gobernadores provinciales levantiscos.
Para estos visires la guerra era el remedio que frenaba cualquier crisis interna.
La Mancomunidad Polaco-Lituana entró en la guerra después de haber experimentado varios conflictos: desde la rebelión cosaca de Bogdan Jmelnytsky en 1648, la guerra con Rusia, la guerra con Suecia (conocida como «el Diluvio») y la rebelión de Lubomirski. Todos estos conflictos causaron grandes estragos y pérdidas humanas irreparables (se calcula que el 40 % de la población).
Tras el Tratado de Andrusovo (1667), la Ucrania polaca se divide en dos partes. La parte oriental (delimitada por el río Dniéper) pasó a poder ruso, mientras que la parte occidental se mantuvo en poder polaco. Esta tregua produjo un fuerte descontento en los cosacos, el atamán Doroshenko se alió con los tártaros y se rebeló contra Polonia. Organizó una embajada a Estambul que solicitó la protección del sultán. Turquía, que se encontraba enfrascada en la guerra con Venecia, respondió tibiamente pero envió una fuerza de apoyo. Las fuerzas unidas de cosacos, tártaros y turcos avanzaron hacia Podhajcach defendida por el atamán polaco Juan Sobieski, fueron derrotados y el 17 de octubre se firmó un nuevo tratado con los polacos. Doroshenko volvió a reconocer la autoridad de los reyes polacos, y los tártaros volvieron a ser aliados de la Mancomunidad. El Tratado de Podhajcach iba a ser utilizado por Doroshenko como un recurso temporal. El atamán de los cosacos quería renovar la lucha contra Polonia y Rusia para unificar toda Ucrania bajo su autoridad, para lo cual tenía la intención de aliarse estrechamente con Turquía.
En enero de 1668 volvió a entrar en contacto con los turcos y los tártaros y elaboró un plan para apoderarse a traición de Zadniepr. Tras la toma de la ciudad, Doroshenko no se quedó allí donde los cosacos locales le habían ofrecido un juramento de lealtad.

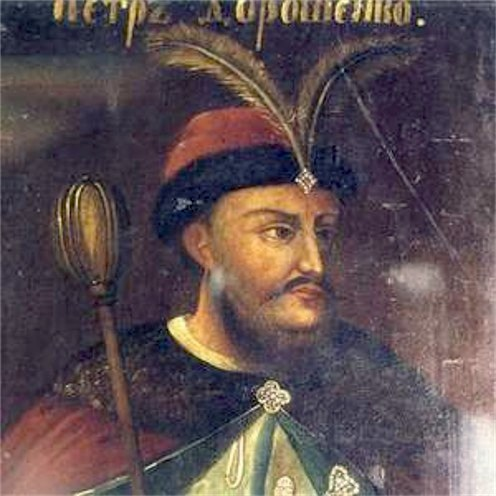
Petro Doroshenko

La campaña de 1671 trajo una serie de victorias de Juan Sobieski sobre tártaros y cosacos. Pero el Imperio otomano ya había ganado la guerra en Creta y podía aplicar toda su fuerza contra Polonia. El sultán Mehmed IV y el gran visir Fazyl Ahmed –que había sucedido a su padre en el cargo— informaron en diciembre de 1671 a la corte polaca sobre la soberanía turca sobre los cosacos y exigieron que el Ejército polaco-lituano se retirase de Ucrania.
La Mancomunidad se hallaba desgarrada por la guerra civil y el Parlamento polaco, en lugar de debatir sobre la defensa del país, se sumió en disensiones internas. Cuando en agosto de 1672 una gran invasión turca cayó sobre Polonia, entonces se preocupó por la guerra.
El ejército otomano tomó Kamianets-Podilskyi con facilidad y marchó luego hacia Leópolis. La ciudad se defendió desesperadamente pero la superioridad otomana era enorme y las victorias logradas por Sobieski contra los tártaros no ayudaron a aflojar el asedio.
A causa de las disensiones internas la Mancomunidad perdió la guerra, y el 18 de octubre de 1672 se firmó el Tratado de Buczacz en la que perdió Ucrania y Kamianets-Podilskyi y se comprometió al pago de un tributo al sultán.
Solo con esta derrota salen de su letargo los polacos y en marzo de 1673 se reconcilian el rey y el parlamento polaco, que en la primavera rechazó las condiciones del tratado dictadas por Turquía y decide continuar la guerra.
Se debatió formar una liga antiturca entre Polonia, Austria y Rusia llamando a la rebelión a todos los pueblos de los Balcanes y atraer a Doroshenko. Un ejército de 60 000 hombres fue organizado pero pronto se hizo evidente que la ayuda externa no llegaría y que tendrían que luchar solos.
A pesar de todo la situación en 1673 había cambiado. Polonia estaba bien preparada para la guerra y el Imperio otomano estaba agotado tras la campaña de 1672. Además los tártaros, celosos de la influencia turca, no acudieron a la lucha y los cosacos de Doroshenko no se apresuraron para ayudar a los otomanos.

La Mancomunidad Polaco-Lituana en el.

## Movimientos de las tropas
El 8 de julio Mehmed IV y sus tropas marcharon a Adrianópolis (hoy Edirne) y en septiembre alcanzaron el Danubio. Los turcos decidieron dividir sus fuerzas, por lo que Hussein Pachá junto al ejército de su provincia había ocupado el campamento polaco en Chocim. Otro ejército de diez mil hombres aguardaba cerca de Kamieniec Podolski bajo el mando de Halila Pachá.
Los ejércitos de la Mancomunidad convergieron en Gliniank Skwarzaw cerca de Leópolis. El 8 de octubre el rey Miguel Korybut Wisniowiecki pasó revista a los ejércitos, quien había resuelto ponerse a la cabeza del ejército. Sin embargo, sintió unos repentinos dolores y los médicos decretaron que su incorporación al ejército era imposible. El 9 de octubre las tropas comenzaron a marchar hacia Trembowli, donde se unirían con el ejército lituano e invadirían Moldavia.
El plan de campaña era simple. Kamieniec Podolski no podía ser tomado en un asedio, ya que los polacos se encontraban sin ingenieros ni morteros. Por eso la intención de Juan Sobieski era ir directo hacia las fuerzas otomanas, golpearlas, rechazarlas y colocar a Kamieniec Podolski a 150 millas de cualquier socorro turco.
El 26 de octubre cruzan las tropas polacas el río Dniéster y acampan en el pueblo de Luka. Sobreestimando las tropas turcas estacionadas en Cecora, Sobieski decide dar combate a los turcos situados en Chocim.

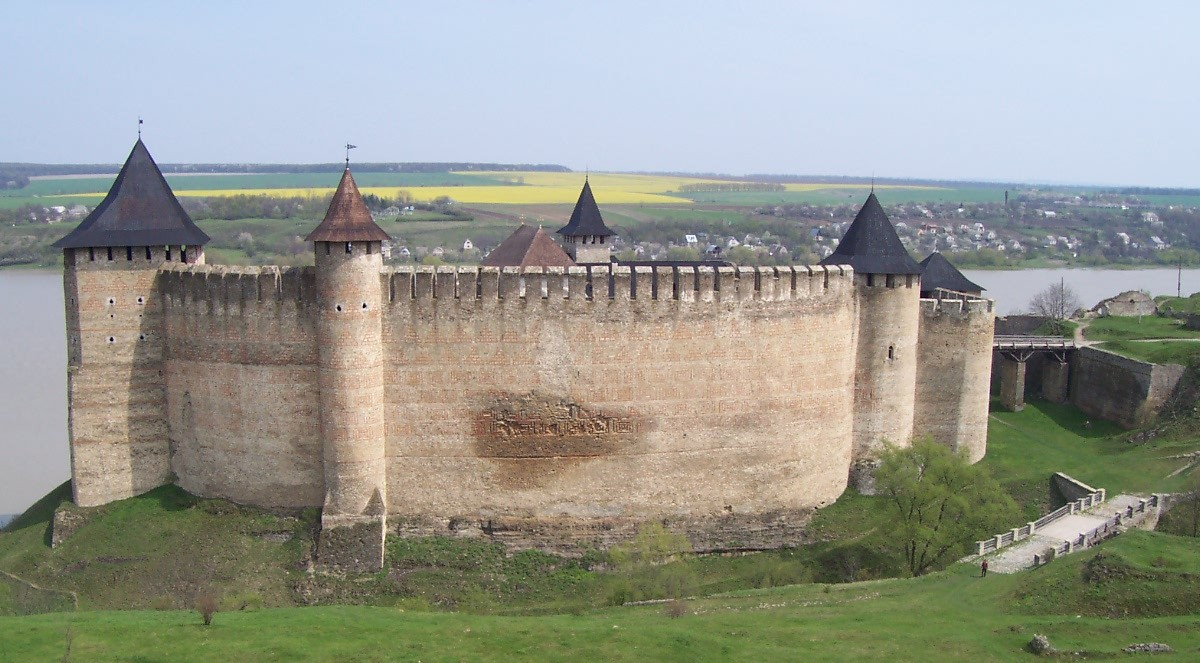
La fortaleza de Chocim en la actualidad.

Las condiciones de la marcha del ejército fueron difíciles. Tuvo que avanzar entre bosques bajo una intensa lluvia y soportando el hambre y el frío. Muchos soldados protestaban y pedían volver a su país. Sobieski -para tranquilizarlos- prometió alimentos, pastos y el saqueo rico del campamento turco y les aseguró que todos ellos volverían pronto famosos y victoriosos. Poco después se unió a los polacos un grupo de valacos mandados por el príncipe Stephen Petryczaïko que habían abandonado a los turcos para luchar junto a los cristianos. El 9 de noviembre el ejército llegó a Chocim, donde fue recibido con el sonido del cañoneo turco.
El campamento de Hussein Pasha se hallaba en una meseta plana. A la derecha se encontraba Chocim y su fortaleza. El campamento controlaba los caminos de Jassy y Czemiowiec. Al este del campo servía de defensa el Dniéster, al norte y sur enormes barrancos servían de foso y solo el lado occidental estaba algo más expuesto, por lo que se le había fortalecido con fosos. Sobre el Dniéster se había construido un puente de pontones para mantener la comunicación con la fortaleza de Kamieniec Podolski. El arte de los otomanos había añadido a la fortificación canales y arroyos que eran más rápidos todavía armados a orillas de las empalizadas. Una poderosa artillería había terminado por hacer esta fortificación casi inexpugnable.

## Fuerzas de los ejércitos

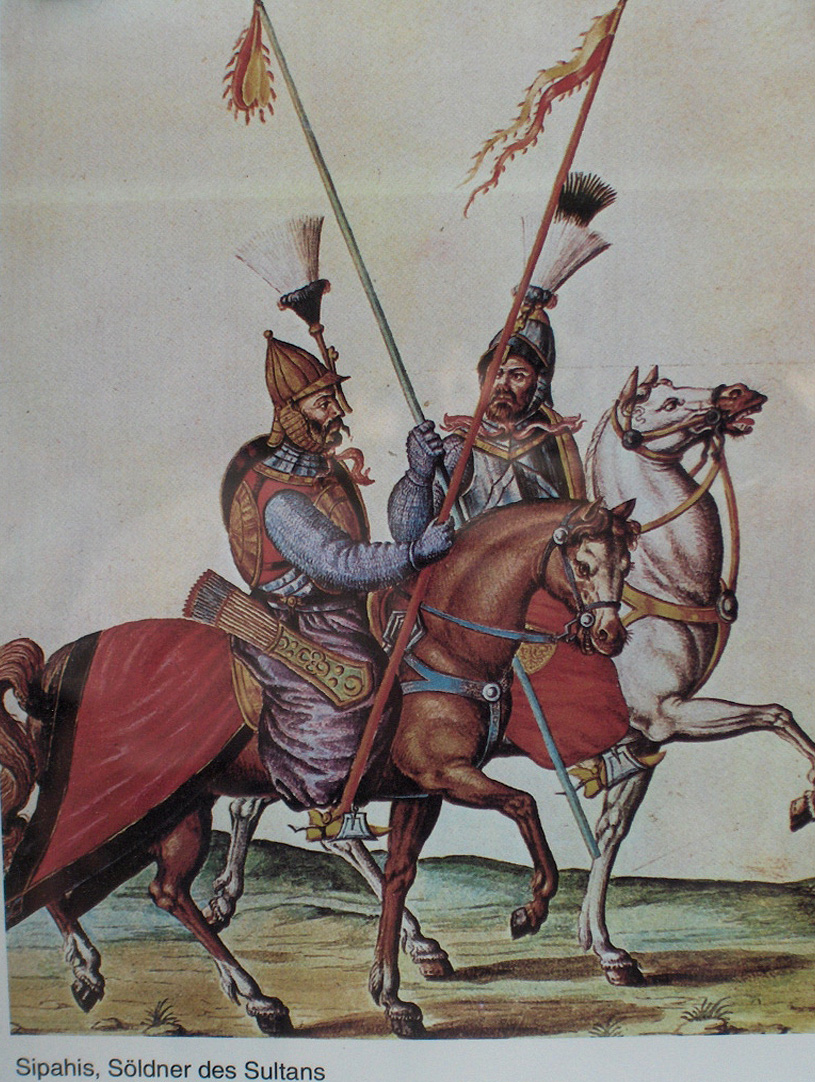
Caballería Spahi.

El ejército turco estaba formado por 80 000 hombres, entre los cuales había 40 000 cipayos y jenízaros. Estas tropas, a diferencia de las polacas, estaban frescas, alimentadas y bien provistas de municiones. También podían contar con la cooperación de las fuerzas cercanas (en Kamieniec Podolski entre 8000 y 10 000 soldados, en Jassy entre 3000 y 4000). Disponían de 50 cañones.

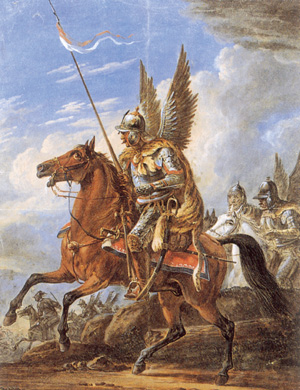
Húsares alados polacos, obra de Aleksander Orłowski.

Los polacos, a pesar de que comenzaron la marcha con un ejército mucho más numeroso, totalizaban en Chocim menos de 30 000 y 65 cañones. Algunas unidades vigilaban las vías de comunicación abiertas a lo largo de la carretera de Podolu y Moldavia. También hubo deserciones y la gripe y otras enfermedades disminuyeron los efectivos del ejército polaco.

## La batalla
Al día siguiente (10 de noviembre), se dispuso todo para el ataque. El gran hetman Miguel Kazimierz Pac empleó todo su ingenio al exponer la desigualdad inmensa de los términos en que se iba a dar la batalla a los otomanos, y sostuvo que se exponían a destruir el último recurso de la república. En este temeridad declaró que había llegado a que se retiraran sus lituanos en los albores de la mañana, para preservarlos para el futuro servicio de su país. Sin embargo, Miguel Casimiro Radzivil lo convenció para luchar.
Los regimientos polacos formaron frente a la fortaleza, con los regimientos mandados por Bidzinski, Wolosi y Jablonowski, voivoda de Rutenia, en el ala derecha. El centro estaba formado por Sobieski, Dimitri Wisniowiecki, jefe de campo del ejército de la Corona y primo del rey, y el "wojewoda" (voidova) Potocki. Por último, el ala izquierda constaba de las tropas lituanas del Gra Hetman Miguel Pac y del Hetman Miguel Casimiro Radzivil. Una primera línea estaba formada por la infantería y artillería y por detrás se encontraba la famosa caballería polaca.
Dado que los polacos no tenían intención de salir de sus fortificaciones, Sobieski decidió tomar el campamento.
Antes de la noche, parte de los cosacos y la infantería de la Corona del ala derecha atacaron el campamento turco. Este ataque, no apoyado por otras unidades y la artillería, se dividió muy pronto, y su comandante el coronel Juan Motovidlo cayó durante la lucha. Por la noche las unidades polacas y la artillería se acercaron más a las posiciones otomanas, que esperaban un inminente ataque polaco, pero Sobieski no ordenó el ataque.  Pronto la oscuridad trajo el frío intenso de la noche, desatando el viento y las fuertes nevadas.
Durante toda la noche el ejército polaco-lituano esperó pacientemente en formación a pesar del mal tiempo. Los turcos sufrieron considerablemente más que los polacos, acostumbrados a un clima templado, y su fuerza se había agotado en su totalidad por desafiar las dificultades de la noche e imperiosamente debieron retirarse y tomar algún descanso en la mañana
A las 7 de la mañana, la luz del día puso de manifiesto las delgadas filas otomanas. Sobieski se volvió con impaciencia a los oficiales que le rodeaban, exclamando: "Este es el momento que he estado esperando; lleven mis órdenes para un ataque inmediato." Entonces, observando que la primera brigada, desanimados por sus sufrimientos finales, no se presentaba con toda la prontitud que deseaba, se dirigió inmediatamente a su propio regimiento de dragones, a quien él mismo había formado, desmontó y poniéndose a la cabeza, espada en mano, abrió la marcha hacia las trincheras turcas.

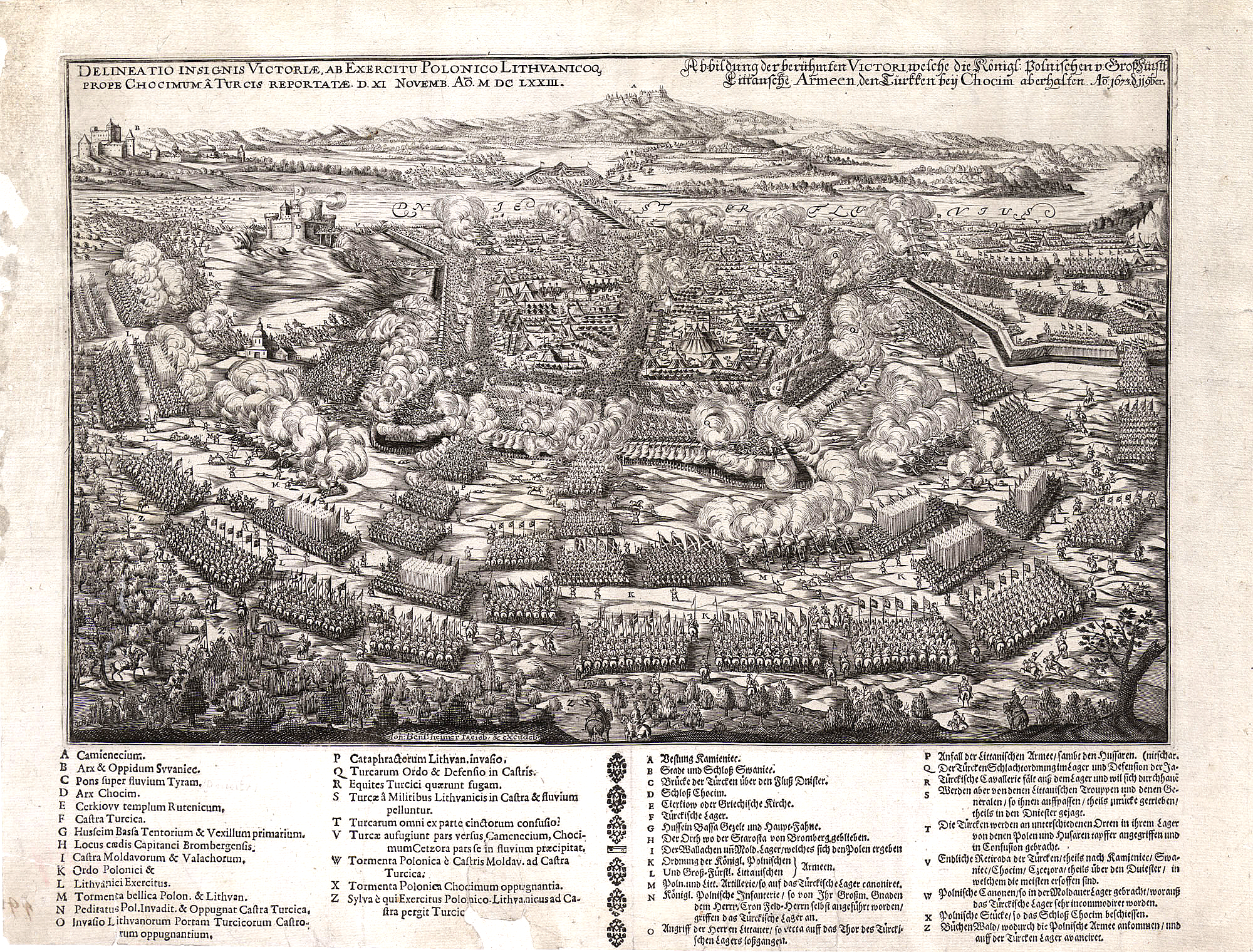
Batalla de Chocim.

La visión de su jefe venerado luchando en las murallas del enemigo, expuesto a un fuego intenso y sostenido solo por sus dragones, encendió con la rapidez del relámpago el fuego dormido de los polacos. Temblando por la seguridad de Sobieski y con ganas de preservarlo con su propia vida, se lanzaron impetuosamente a la derecha y la izquierda, se apoderaron una tras otra de las posiciones y en poco tiempo girraron los cañones del enemigo contra sí mismos. El ataque más fuerte se produjo desde el ala derecha polaco, donde la infantería y los dragones empezaron a abrir brechas en la empalizada turca para abrir un camino por donde pudiera atacar la caballería.
Los turcos estaban consternados. Fueron sorprendidos por el ataque tan repentino, en un momento en que ya no creían que los cristianos persistieran en la estupidez de intentar el asalto contra unas fuerzas que los superaban en número y que contaban con la ventaja de una posición casi inexpugnable. Precisamente entonces, Hussein, engañado por un movimiento del ala izquierda polaca, corrió hacia el otro extremo del campo. Los cipayos pensaron que huía, y el desorden se apoderó de las tropas otomanas.
Esa pelea resultó ser un cuerpo a cuerpo de dos grupos no organizados debido a la falta de espacio. Por lo tanto los ataques de la infantería tuvieron una gran eficacia y, viendo el éxito de la infantería, los regimientos de caballería de Bidzinski y Jablonowski entraron en el campamento. Estos regimientos sembraron el pánico y la destrucción a su paso, aunque los turcos consiguieron resarcirse y contraatacaron con fuerza. Sin embargo, los gritos de victoria indicaban que las fuerzas de Pac y Radzivil, en el ala izquierda, habían penetrado en el campamento turco.
Llegados a este punto, los turcos comenzaron a huir hacía el puente sobre el Dniéster. Los lituanos les persiguieron convencidos ya de la victoria. Pero en este momento sobrevino el desesperado contraataque otomano por la caballería bosnia hacia la puerta que conducía a Jassy, donde estaban los regimientos de Wisniowiecki y Potocki. No obstante, cuatro escuadrones de Húsares "alados" que se encontraban en la reserva cargaron inmediatamente contra ellos haciéndolos retroceder. Los bosnios se quedaron atrapados por un profundo y estrecho barranco.
Ahora el ejército turco solo pensaba en cruzar el puente sobre el Dniéster, pero esa ruta estaba cortada por los lituanos de Radzivil. Además, el puente fue pronto bombardeado por los cañones polacos, y cientos de soldados de caballería se sumergieron en la fría corriente. Muchos de estos hombres aterrorizados trataron de salvarse saltando desde el precipicio, pero la orilla alta del río había sido inundada por la lluvia otoñal.

## Consecuencias de la batalla
La masacre terrible duró tres horas, cubrían el suelo 40 000 muertos otomanos, entre ellos la mitad de los cipayos y 8000 jenízaros. Sobieski se había apoderado de la bandera verde de Hussein que le había sido enviada por Mehmed IV y se habían capturado más de veinte cañones, numerosos estandartes, caballos turcos, camellos, mulas, plata, oro y numerosos prisioneros que fueron pasados a cuchillo con el fin de que su vigilancia no les impidiera continuar la campaña.
La victoria en esta batalla costó a los polacos y lituanos entre 1200 y 1500 muertes, incluyendo numerosos oficiales, y también muchos heridos.
La artillería polaca entró entonces en acción para rendir la fortaleza de Chocim, que posiblemente no hubiera podido resistir muchas horas. Sin embargo, se concedieron términos de capitulación generosos para los sitiados. Se les permitió llegar sin peligro a Kamieniec Podolski, con todos los bienes que pudieran transportar cuarenta carros. El comandante de esa fortaleza agradeció esta indulgencia y devolvió, voluntariamente, sin rescate, cincuenta prisioneros polacos.
Ante la noticia de este desastre, Caplan Pasha, que marchaba a engrosar el ejército de Chocim, prendió fuego a su campamento de Cecora y huyó más allá del Danubio. Todas las guarniciones turcas se retiraron, dejando a su paso devastación. Jassy también fue abandonado.
Para aprovechar con rapidez la victoria, Sobieski quería limpiar la orilla izquierda del Danubio, cortando puentes, para privar a los turcos cualquier medio y cualquier esperanza de retorno, pero una noticia detuvo la ofensiva.
La muerte de Miguel Korybuth Wisniowiecki el 10 de noviembre en Leópolis, a la edad de 35 años, después de cuatro años y algunos meses en el trono, propició que las armas polacas no sacaran más beneficio de la victoria.
Sobieski tenía que estar presente en la elección del nuevo rey. Por lo tanto, después de dejar guarniciones en varias ciudades de Moldavia y algunas unidades de bloqueo en Kamieniec Podolski, regresó con el resto del ejército a la Mancomunidad. Esta victoria de Chocim no demostró ser decisiva militarmente pero sí políticamente porque tuvo por consecuencia que Juan Sobieski (Juan III) fuera elegido rey de Polonia.
Con Juan III Sobieski en el trono, Polonia rechazará una nueva invasión turca en 1676 y en 1683, respondiendo al llamamiento del Sacro Imperio Romano Germánico, derrotará al ejército turco en la batalla de Kahlenberg.

## Literatura
El Premio Nobel polaco Henryk Sienkiewicz, en su novela “Un héroe polaco” (Pan Wolodyjowski en su versión polaca), tercera parte de la Trilogía Polaca, realiza una espléndida recreación de la batalla de Chocim.